# Sezónne lásky
Sezónne lásky je druhé studiové album Miroslava Žbirky, které v roce 1982 vydalo slovenské hudební vydavatelství Opus.
Album je s Modrým albem nejprodávanější album Miroslava Žbirky.
Ve stejném roce získal Žbirka Zlatého slavíka.
Alba se prodalo kolem 400 tisíc kusů.

## Seznam skladeb
1. Biely kvet
2. Dnes som Ťa videl …
3. Láska na inzerát
4. Vstup do manželstva
5. Cesta zakázanou rýchlosťou
6. Bažant na víne
7. Vodný mlyn
8. Kino úsmev
9. Drahá
10. Nezačínaj
11. Maturitné tablo
12. Atlantída

## Výroba alba
- Skupina Limit
- Obal: Tomáš Písecký
- Bicí nástroje: Dušan Hájek
- Elektrická kytara, basová kytara: Laco Lučenič
- Klávesové nástroje: Martin Karvaš
- Texty: Kamil Peteraj (A1, A3 – B2, B4 – B6), Miro Žbirka (A2), Ľuboš Zeman (B3)
- Hudba, zpěv, elektrická kytara: Miro Žbirka
- Zvuková režie: Ing. Juraj Filo, Peter Smolinský
- Hudební režie: Ján Lauko
- Odpovědný redaktor: Štefan Danko